# Simorejo (Widang)
Simorejo is een bestuurslaag in het regentschap Tuban van de provincie Oost-Java, Indonesië. Simorejo telt 3030 inwoners (volkstelling 2010).